# Amolops aniqiaoensis
Amolops aniqiaoensis é uma espécie de anura da família Ranidae.
É endémica da China.
Os seus habitats naturais são: florestas temperadas e rios intermitentes.
Está ameaçada por perda de habitat.